# Ipomopsis pinnata
Ipomopsis pinnata är en blågullsväxtart som först beskrevs av Antonio José Cavanilles, och fick sitt nu gällande namn av V. Grant. Ipomopsis pinnata ingår i släktet Ipomopsis och familjen blågullsväxter. Inga underarter finns listade i Catalogue of Life.